# Thoigné
Thoigné est une commune française, située dans le département de la Sarthe en région Pays de la Loire, peuplée de 165 habitants.
La commune fait partie de la province historique du Maine, et se situe dans le Saosnois.

## Géographie
|      | Les Mées |           |
| René | Thoigné  | Courgains |
|      | Dangeul  |           |

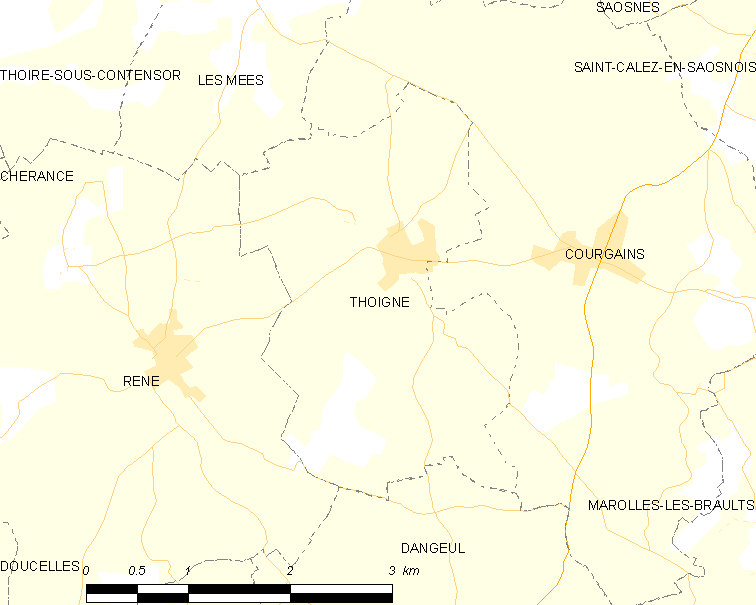
Carte de la commune.
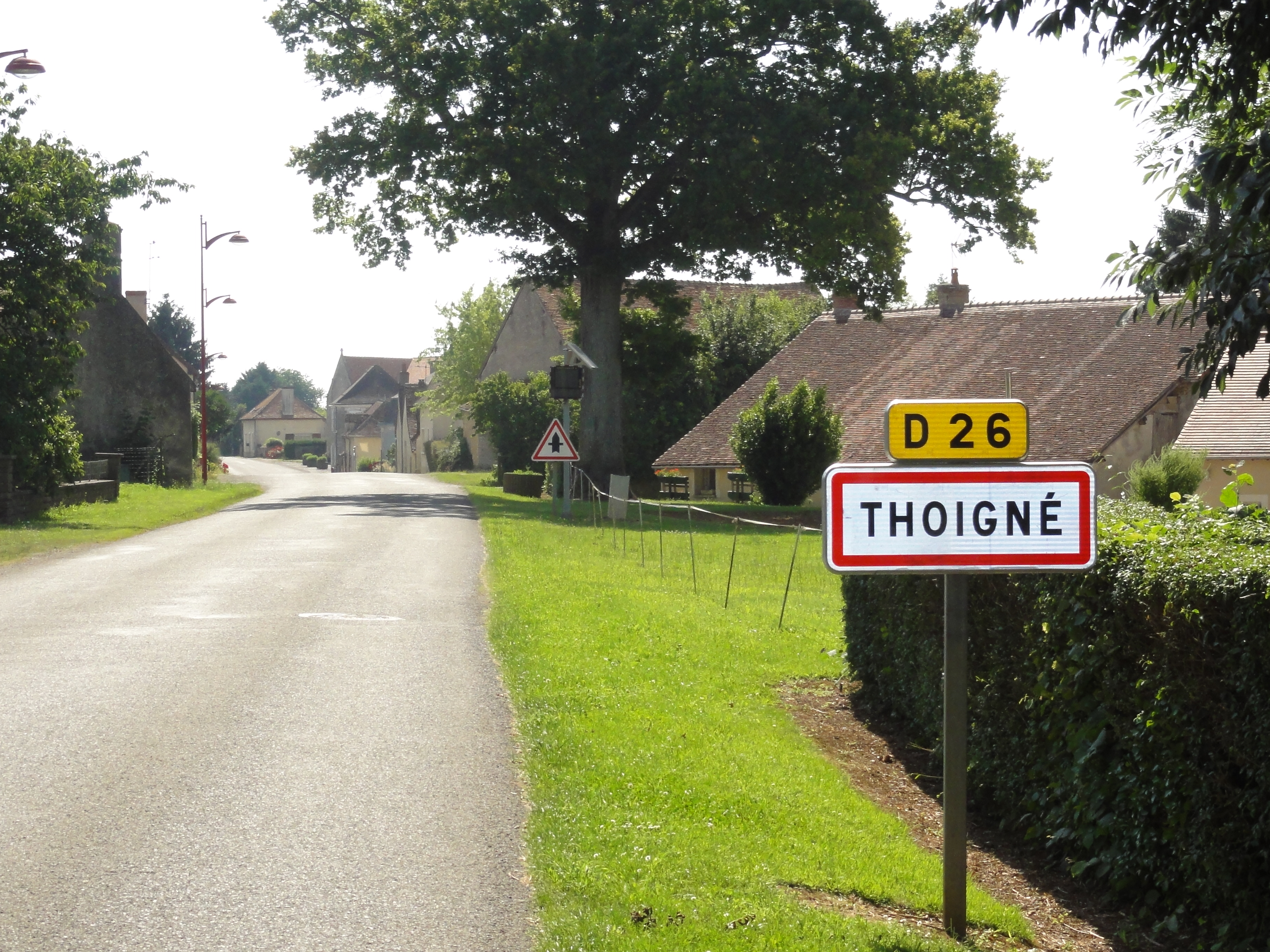
Entrée de Thoigné.
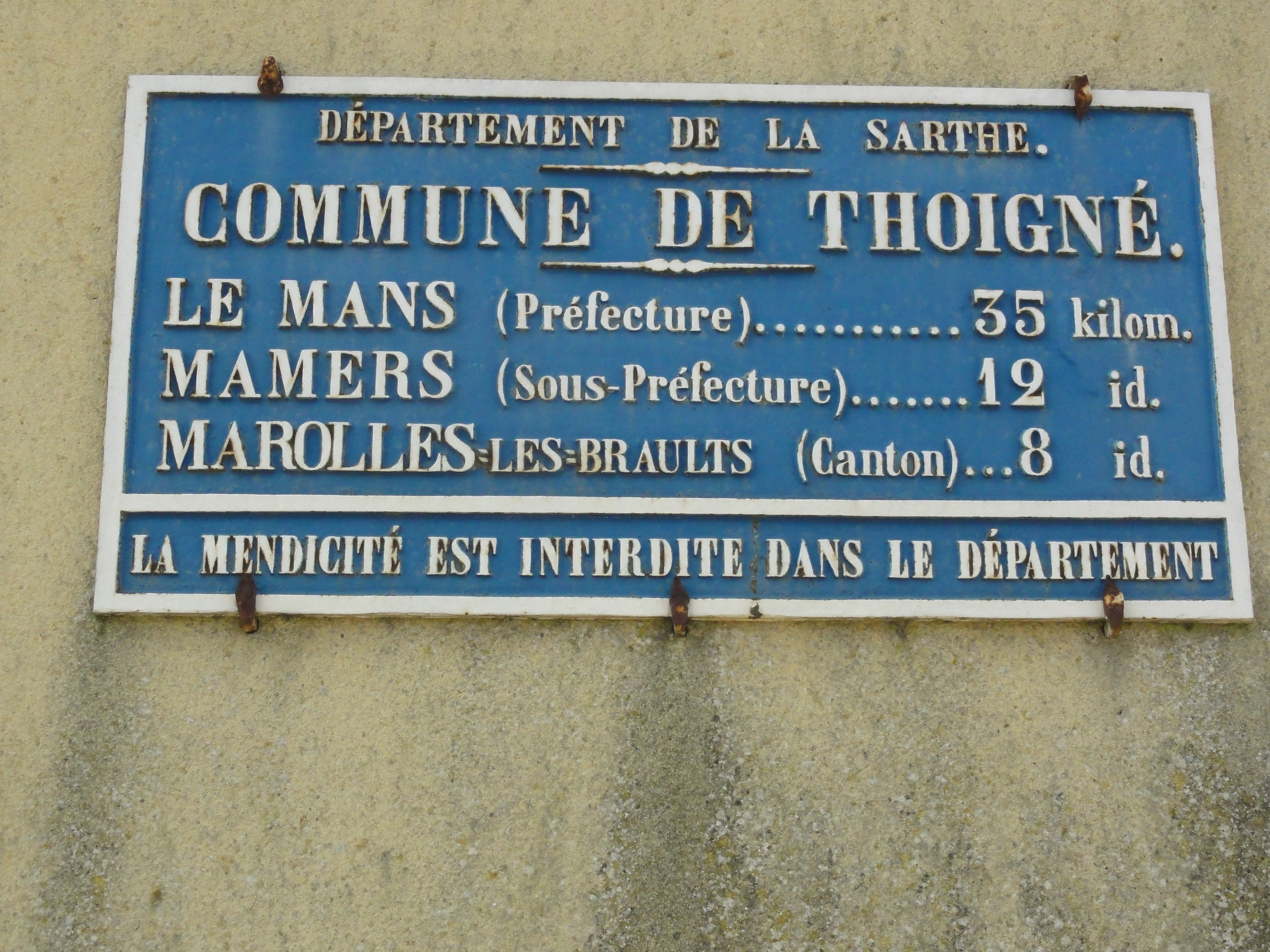
plaque de cocher.

### Climat
Pour des articles plus généraux, voir Climat des Pays de la Loire et Climat du Val-d'Oise.
En 2010, le climat de la commune est de type climat océanique dégradé des plaines du Centre et du Nord, selon une étude du CNRS s'appuyant sur une série de données couvrant la période 1971-2000. En 2020, Météo-France publie une typologie des climats de la France métropolitaine dans laquelle la commune est exposée à un climat océanique altéré et est dans une zone de transition entre les régions climatiques « Normandie (Cotentin, Orne) » et « Moyenne vallée de la Loire ». 
Pour la période 1971-2000, la température annuelle moyenne est de 10,9 °C, avec une amplitude thermique annuelle de 13,9 °C. Le cumul annuel moyen de précipitations est de 719 mm, avec 11,8 jours de précipitations en janvier et 7,3 jours en juillet. Pour la période 1991-2020, la température moyenne annuelle observée sur la station météorologique de Météo-France la plus proche, « Deauville », sur la commune de Deauville à 5 370 km à vol d'oiseau, est de 0,0 °C et le cumul annuel moyen de précipitations est de 0,0 mm,. Pour l'avenir, les paramètres climatiques de la commune estimés pour 2050 selon différents scénarios d'émission de gaz à effet de serre sont consultables sur un site dédié publié par Météo-France en novembre 2022.

## Urbanisme

### Typologie
Au 1er janvier 2024, Thoigné est catégorisée commune rurale à habitat dispersé, selon la nouvelle grille communale de densité à sept niveaux définie par l'Insee en 2022.
Elle est située hors unité urbaine et hors attraction des villes,.

### Occupation des sols
L'occupation des sols de la commune, telle qu'elle ressort de la base de données européenne d’occupation biophysique des sols Corine Land Cover (CLC), est marquée par l'importance des territoires agricoles (96,6 % en 2018), une proportion identique à celle de 1990 (96,6 %). La répartition détaillée en 2018 est la suivante : 
terres arables (90,3 %), zones agricoles hétérogènes (6,3 %), zones urbanisées (3,4 %). L'évolution de l’occupation des sols de la commune et de ses infrastructures peut être observée sur les différentes représentations cartographiques du territoire : la carte de Cassini (XVIIIe siècle), la carte d'état-major (1820-1866) et les cartes ou photos aériennes de l'IGN pour la période actuelle (1950 à aujourd'hui).

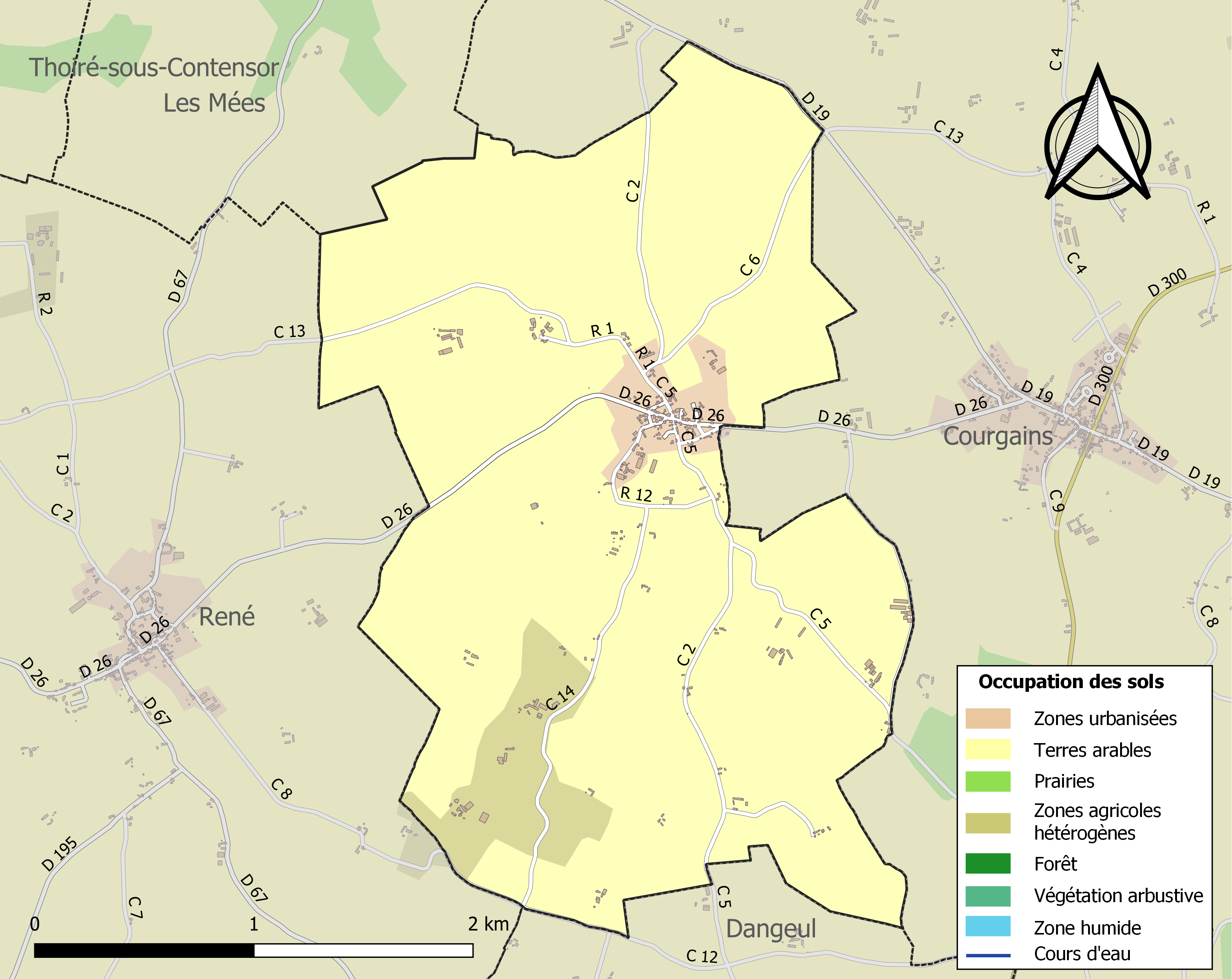
Carte des infrastructures et de l'occupation des sols de la commune en 2018 (CLC).

## Toponymie
Le gentilé est Thoignéen.

## Politique et administration
| Période                                  | Période   | Identité         | Étiquette | Qualité             |
| ---------------------------------------- | --------- | ---------------- | --------- | ------------------- |
| 1971                                     | mars 2001 | Roger Malassigné | SE        | Agriculteur         |
| mars 2001                                | mai 2020  | Dany Leroux      | SE        | Exploitant agricole |
| mai 2020                                 | En cours  | Dominique Vovard | SE        | Retraité            |
| Les données manquantes sont à compléter. |           |                  |           |                     |

## Démographie
L'évolution du nombre d'habitants est connue à travers les recensements de la population effectués dans la commune depuis 1793. Pour les communes de moins de 10 000 habitants, une enquête de recensement portant sur toute la population est réalisée tous les cinq ans, les populations de référence des années intermédiaires étant quant à elles estimées par interpolation ou extrapolation. Pour la commune, le premier recensement exhaustif entrant dans le cadre du nouveau dispositif a été réalisé en 2006.
En 2022, la commune comptait 165 habitants, en stagnation par rapport à 2016 (Sarthe : −0,25 %, France hors Mayotte : +2,11 %).
En 1831, Thoigné comptait 660 habitants.
| 1793 | 1800 | 1806 | 1821 | 1831 | 1836 | 1841 | 1846 | 1851 |
| ---- | ---- | ---- | ---- | ---- | ---- | ---- | ---- | ---- |
| 472  | 545  | 535  | 604  | 660  | 529  | 521  | 509  | 518  |

| 1856 | 1861 | 1866 | 1872 | 1876 | 1881 | 1886 | 1891 | 1896 |
| ---- | ---- | ---- | ---- | ---- | ---- | ---- | ---- | ---- |
| 531  | 504  | 502  | 443  | 416  | 405  | 384  | 327  | 323  |

| 1901 | 1906 | 1911 | 1921 | 1926 | 1931 | 1936 | 1946 | 1954 |
| ---- | ---- | ---- | ---- | ---- | ---- | ---- | ---- | ---- |
| 323  | 313  | 298  | 273  | 290  | 259  | 254  | 248  | 253  |

| 1962 | 1968 | 1975 | 1982 | 1990 | 1999 | 2006 | 2011 | 2016 |
| ---- | ---- | ---- | ---- | ---- | ---- | ---- | ---- | ---- |
| 232  | 213  | 168  | 147  | 132  | 130  | 160  | 164  | 165  |

| 2021 | 2022 | - | - | - | - | - | - | - |
| ---- | ---- | - | - | - | - | - | - | - |
| 164  | 165  | - | - | - | - | - | - | - |

## Lieux et monuments
- Église Saint-Martin. Dans l'édifice, se trouvent une terre cuite peinte représentant sainte Marguerite et une peinture murale du XVe siècle.
- Logis du Bourg, des XIVe, XVe et XVIIIe siècles, ancien presbytère. Il est en pierre et est couvert d'une toiture en tuile. Sa tour est octogonale. À l'intérieur se trouvent un escalier à vis en pierre et une cheminée en pierre du XVIIIe siècle.
- Sept fours à chanvre répartis sur le territoire.
- Lavoir public du début du XXe siècle, situé route de Dangeul. Il est en pierre, bois et ciment.

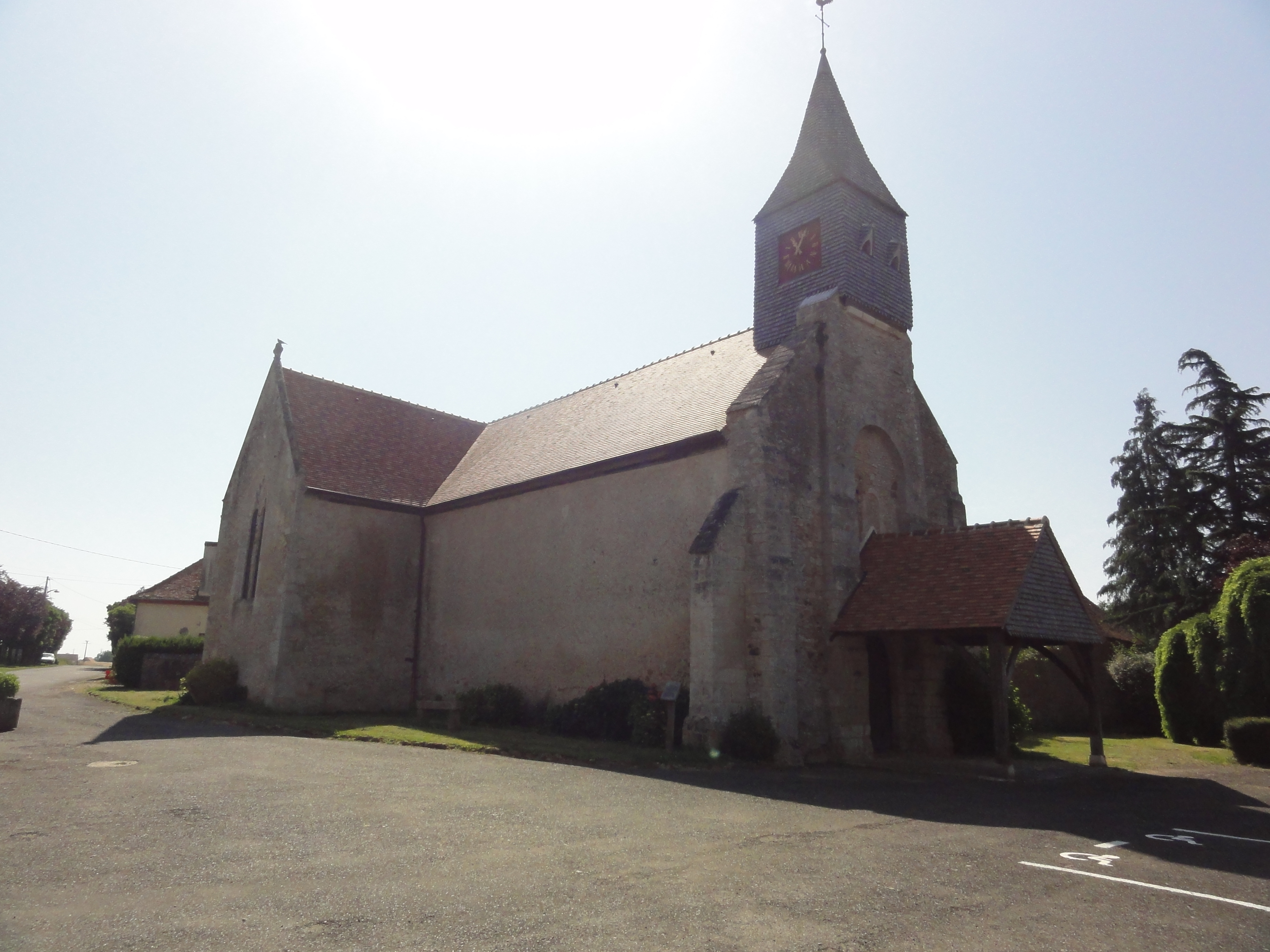
église Saint-Martin.
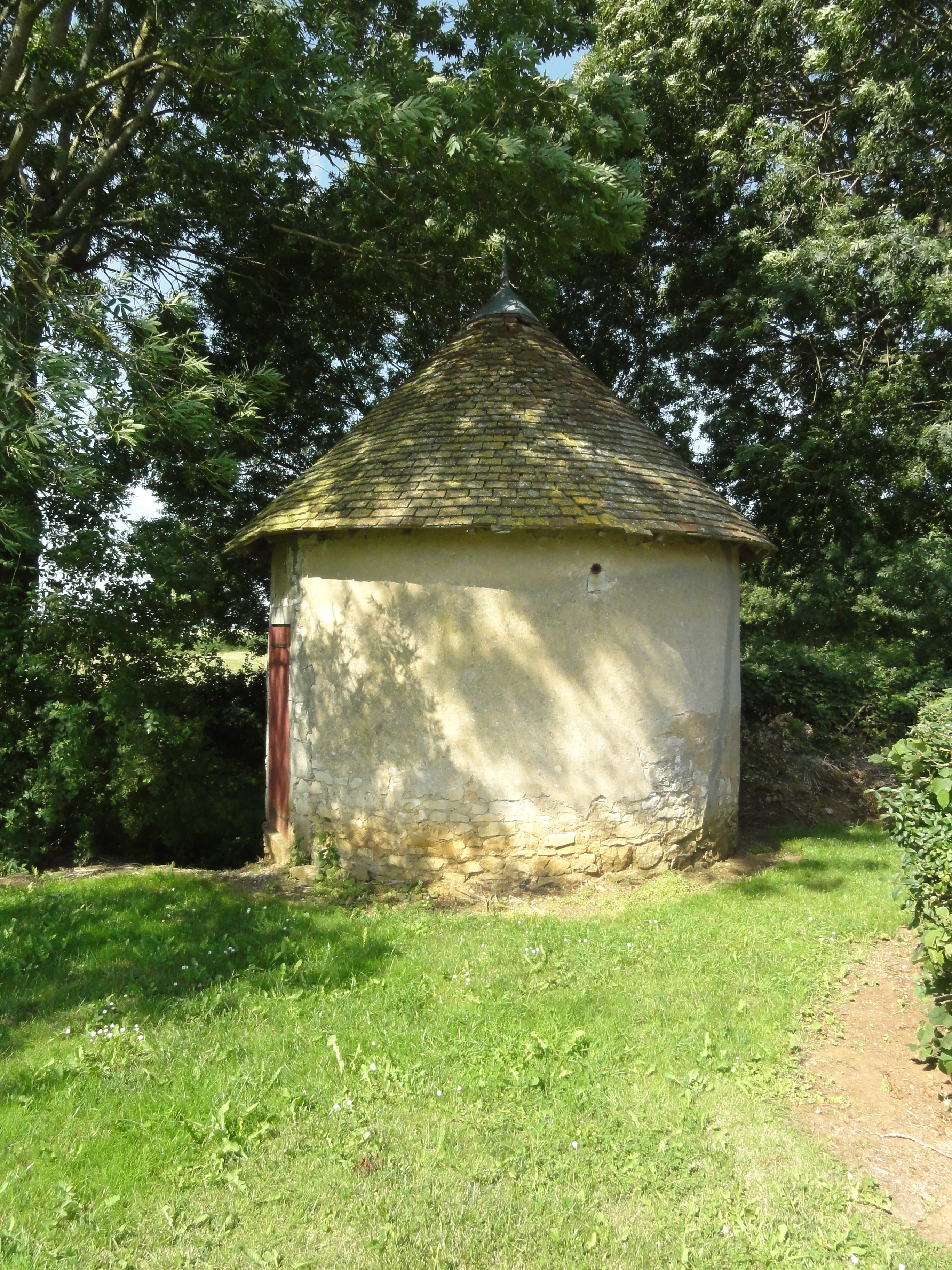
Four à chanvre.